# Chaetonotus majestuosus
Chaetonotus majestuosus är en djurart som tillhör fylumet bukhårsdjur, och som beskrevs av Luis E. Grosso och Dragh 1984. Chaetonotus majestuosus ingår i släktet Chaetonotus och familjen Chaetonotidae. Inga underarter finns listade i Catalogue of Life.